# Ciepłowody
Ciepłowody (niem. Tepliwoda, w latach 1939–1945: Lauenbrunn) – wieś w Polsce położona w województwie dolnośląskim, w powiecie ząbkowickim, w gminie Ciepłowody.

## Podział administracyjny
W latach 1975–1998 miejscowość administracyjnie należała do województwa wałbrzyskiego. Miejscowość jest siedzibą gminy Ciepłowody. Do wsi należał przysiółek Zakrzów, nazwa została zniesiona w 2004 roku. 

## Nazwa
Nazwę miejscowości w zlatynizowanej staropolskiej formie Ceplowod notuje wraz z sąsiednimi wsiami spisana po łacinie w latach 1269–1273 Księga henrykowska we fragmencie (…) vuocabulo Albertus, cognomine in Polonico Lyka, sedens in Ceplowod czyli w tłumaczeniu nazywany Albertem, noszącym polskie nazwisko Łyka, siedzącym w Ciepłowodach. Nazwa miejscowości wielokrotnie wymieniona jest w formie Ceplowod w tym średniowiecznym dziele.
Nazwa miejscowości jest połączeniem dwóch polskich wyrazów ciepło oraz woda i literalnie oznacza ciepłą wodę. Z języka polskiego wywodził ją niemiecki historyk Gustav Adolf Stenzel. W komentarzach do Księgi henrykowskiej wydanej w roku 1854 pisze on: Cieplo, polnisch warm, woda das Wasser, jetzt Topliwode.

## Demografia

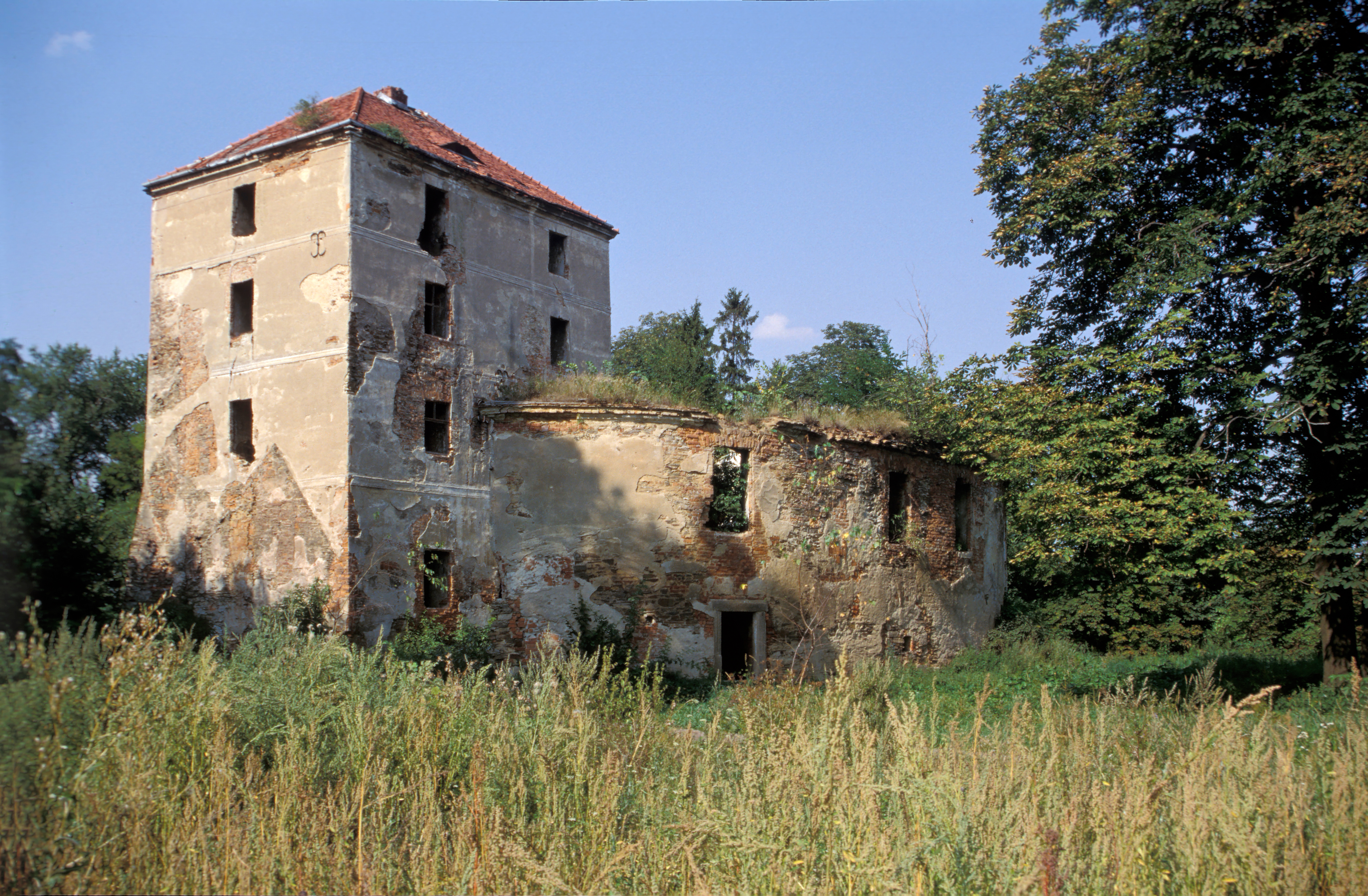
Ciepłowody – ruiny zamku rycerskiego

Według Narodowego Spisu Powszechnego (2011-03) liczyły 1104 mieszkańców. Są największą miejscowością gminy Ciepłowody.

## Zabytki
Do wojewódzkiego rejestru zabytków wpisane są:
- kościół parafialny pw. Niepokalanego Poczęcia Najświętszej Maryi Panny, z XIV w., XIX w.Dawniej ewangelicki pw. św. Michała. Wzmiankowany w 1318, rozbudowany pod koniec XV w. – dobudowano wówczas prezbiterium i zakrystię. W czasach reformacji (po 1534) dodano empory, usunięte w 1963[8]. W 1666 w protokole wizytacyjnym parafii odnotowano istnienie zegara „średniej wielkości” na wieży, który spłonął zapewne w 1808 r. w wyniku wielkiego pożaru kościoła, szkoły, plebanii i wielu wiejskich zabudowań. W dokumencie datowanym na 30 października 1809 r., który umieszczono w gałce na szczycie odbudowanej wieży, wspomina się, że nowy zegar wykonał kowal i zegarmistrz Lampel z Komorowic. W 1889 r. wrocławski zegarmistrz August Winkler wykonał kolejny zegar, którego poświęcenie miało miejsce 8 listopada. Mechanizm zegara zachował się do dziś na wieży, tarcze zaś zostały zdemontowane i zdeponowane w zabudowaniach parafialnych[9].
- zespół zamkowy z XIV–XVII w., XIX w.:
  - zamek[10]
  - ogrody
  - oficyna (nr 28A)

## Osoby związane z miejscowością
Do ludzi, którzy zapisali się do kart historii wsi, należą:
- Johann Adam Steinmetz (1684–1762), wybitny śląski teolog luterański, pedagog i pietysta
- Max Näther (1899–1919), as lotnictwa niemieckiego Luftstreitkräfte z 26 zwycięstwami w I wojnie światowej

## Szlaki turystyczne
Ziębice – Lipa – Jasłówek – Krzelków – Zameczny Potok – Ciepłowody – Kawia Góra (Łysica) – Ruszkowice – Ostra Góra – Podlesie – Przerzeczyn-Zdrój – Grzybowiec – Piława Górna – Piława Dolna
 Sienice – Kondratowice – Rakowice – Maleszów – Janowiczki – Bednarz – Stachów – Las nad Czerwieńcem – Jakubów – Ciepłowody – Karczowice